# Unterseeboot 534
U-534 er en ubåd bygget 1942 af Deutsche Werft i Hamborg-Finkenwerder til den tyske Kriegsmarine.
Trods Nazitysklands kapitulation ved slutningen af 2. verdenskrig forlod U-534 ubådsbasen i Kiel under kommando af kaptajnløjtnant Herbert Nollau med mellemstop København og destination Norge.
Nord for Anholt 5. maj 1945 blev U-534 imidlertid angrebet af 2 britiske RAF Liberator bombefly. Det lykkedes for ubådens skytte at skyde det ene fly ned, hvorimod det andet fly ramte ubåden med en dybvandsbombe, som detonerede ved ubådens underside.
Ubåden blev genfundet af 'Dynamit-Aage' næsten 50 år efter med bistand fra dykkerskibet Ternen på 65 meter vand omkring 8 km nord for den opgivne angrebsposition.
Karsten Ree, daværende ejer af Den Blå Avis, brugte 23 millioner kroner på at få ubåden hævet.
Ubåden er nu museum ved Mersey-færgelejet i Liverpool-bydelen Birkenhead.

## Eksterne links
- Bjærgningen af nazi ubåden U534 - (Ekstremdykning) - Youtube
- From the Deep Arkiveret 29. november 2014 hos  Wayback Machine - sixtyminutes.ninemsn.com.au
- U-Boat Story - u-boatstory.co.uk
- German Submarines, U534 Arkiveret 3. februar 2014 hos  Wayback Machine - u2359.com (Diveship Ternen)
- U 534 - lexikon-der-wehrmacht.de
- U-534 - vincelewis.net
- U-534 - airmen.dk
- U-534 - uboat.net
- U-534 - vragguiden.dk
- U-534 - cryptomuseum.com

1. ↑  Approval for U-boat to resurface - BBC 22. oktober 2007